# Nhiên liệu hạt nhân

Quá trình của nhiên liêu hạt nhân

Nhiên liệu hạt nhân là chất được sử dụng trong các nhà máy năng lượng hạt nhân để tạo ra nhiệt cung cấp cho các tua bin. Nhiệt lượng được tạo thành khi nhiên liệu hạt nhân trải qua phản ứng phân hạch.
Hầu hết nhiên liệu hạt nhân đều chứa các nguyên tố nặng có khả năng xảy ra quá trình phản ứng phân hạch ví dụ như urani-235 hoặc plutoni-239. Khi các hạt nhân không ổn định của những nguyên tố này va chạm nhau bởi sự chuyển động chậm của neutron, rồi phân chia tạo thành hai hạt nhân con và hai hoặc nhiều hơn ba neutron. Sau đó những neutron này tiếp tục phân chia ra nhiều hạt nhân. Điều này giúp duy trì phản ứng dây chuyền được kiểm soát trong lò phản ứng hạt nhân hoặc không bị hạn chế trong vũ khí hạt nhân.
Quá trình này bao gồm sự khai khoáng, tinh luyện, tinh chế, sử dụng, sắp đặt nhiên liệu hạt nhân được biết với tên gọi chung là chu trình nhiên liệu hạt nhân.
Không phải tất cả loại nhiên liệu hạt nhân đều tạo ra năng lượng từ phản ứng phân hạch; plutoni-238 và một vài nguyên tố khác thường được sử dụng để sản xuất một ít năng lượng hạt nhân bởi vì sự phân rã phóng xạ của nó trong máy phát điện đồng vị phóng xạ và trong các dạng khác của pin nguyên tử.
Nhiên liệu hạt nhân có mật độ năng lượng cao nhất trong tất cả các nguồn nhiên liệu thực tiễn.

## Nhiên liệu oxide
Mục đích của phản ứng phân hạch, chất đốt (điển hình là uranium), thường được dựa trên oxide kim loại; những oxide này được sử dụng thay vì sử dụng chính kim loại đó bởi vì điểm nóng chảy của oxide cao hơn kim loại cũng như nó không thể bị đốt cháy và luôn ở trạng thái oxy hóa.

#### UOX
Uranium dioxide là một chất bán dẫn màu đen. Nó được sản xuất bởi phản ứng uranyl nitrat với base (ammonia) để hình thành chất rắn (amoni uranate). Nó được làm nóng để hình thành  U3O8   và sau đó có thể bị biến đổi bởi sự nung nóng argon/hỗn hợp hydro (700 °C) tạo thành UO2. UO2 sau đó trộn với chất kết dính hữu cơ và nén thành hạt nhỏ, những hạt nhỏ này được đốt cháy trong nhiệt độ cao (H2/Ar) rồi nung kết thành chất rắn. Mục đích là hình thành chất rắn đậm đặc có ít bọt.
Độ dẫn điện của Uranium dioxide rất thấp so với Zirconi và điều đó giảm xuống khi nhiệt độ tăng lên. Sự ăn mòn của UO2 trong nước được kiểm soát bởi các quá trình giống nhau điện hóa học  cho tới sự ăn mòn của dòng điện trên bề mặt kim loại.

##### MOX
Hỗn hợp oxide hay nhiên liệu MOX là sự xáo trộn của plutonium và tự nhiên hoặc làm thiếu hụt urani khi vận hành giống nhau để làm giàu uranium cung cấp cho nhiều lò phản ứng hạt nhân. Nhiên liệu MOX là sự thay thế việc làm giàu uranium ít đi cũng sử dụng trong lò phản ứng nước nhẹ vượt trội hơn so với sự hình thành năng lượng hạt nhân.
Một số lo lắng đã được bày tỏ ra rằng sử dụng nhiều lõi MOX sẽ loại bỏ nhiều thách thức mới, mặc dù MOX chính là làm dư số plutonium do sự biến đổi.
Quá trình tái chế có giá trị thương mại của nhiên liệu hạt nhân đã được thực hiện để chế tạo MOX trong nhà máy ở Anh. Tính đến năm 2015, hỗn hợp oxide được sản xuất ở Pháp (xem ở trang web hạt nhân Marcoule) và ở một mức độ thấp hơn ở Nga, Ấn Độ và Nhật Bản. Trung Quốc có kế hoạch phát triển nhanh các lò phản ứng tái sinh và quá trình tái chế.
Các công ty năng lượng hạt nhân trên toàn cầu thông qua một đề xuất ở Hoa Kỳ của chính quyền tổng thống George W. Bush hình thành quan hệ đối tác quốc tế xem nhiên liệu hạt nhân đã qua sử dụng để tái chế plutoni điều đó tiện lợi cho nhiên liệu hạt nhân chứ không phải cho vũ khí hạt nhân. Việc tái xử lí nhiên liệu hạt nhân đã qua sử dụng không được cấp phép ở Hoa Kỳ do những cân nhắc không phổ biến.
Tất cả các quốc gia khác tái chế vũ khí hạt nhân đã có từ lâu rồi sử dụng nhiên liệu đó để nghiên cứu trong quân đội ngoại trừ Nhật Bản. Thông thường với nhiên liệu thay đổi cứ ba năm một lần, khoảng một nửa số Pu-239 bị đốt cháy trong lò phản ứng, cung cấp khoảng 1/3 tổng năng lượng. Nó hoạt động giống như là U-235 và sự phân hạch giải phóng ra một nguồn năng lượng tương tự. Đốt cháy càng lớn, càng tiêu tốn nhiều lượng plutoni, phần phân hạch của plutonium càng thấp. Thông thường khoảng 1% nhiên liệu sử dụng được thải ra từ lò phản ứng là plutonium và 2/3 trong chúng được phân hạch (50% Pu-239, 15% Pu-241).
Toàn thế giới có khoảng 70 tấn plutonium chứa trong nhiên liệu đã qua sử dụng được loại bỏ khi các lò phản ứng tiếp nhiên liệu mỗi năm.

## Nhiên liệu kim loại
Nhiên liệu kim loại có lợi thế về độ dẫn nhiệt cao hơn nhiều so với nhiên liệu oxide nhưng không thể tồn tại ở nhiệt độ cao như nhau. Nhiên liệu kim loại có một lịch sử lâu dài, kéo dài từ lò phản ứng clementine vào năm 1946 với nhiều thí nghiệm và nghiên cứu lò phản ứng.
Nhiều nhiên liệu kim loại có tiềm năng lớn về mật độ phân rã của nguyên tử. Nhiên liệu kim loại thường dùng để làm hợp kim nhưng có một số được sản xuất với uranium nguyên chất. Các hợp kim Urani đã được sử dụng bao gồm nhôm uranium, uranium zirconi, uranium silic, urani molypden và urani zirconium hydride. Bất kỳ loại nhiên liệu nào nói trên đều có thể được chế tạo bằng plutonium và các actinides khác như là một phần của chu trình nhiên liệu hạt nhân khép kín. Nhiên liệu kim loại đã được sử dụng trong các lò phản ứng hơi nước và lò phản ứng với kim loại lỏng, chẳng hạn như (EBR-ll).

### Nhiên liệu Actinide
Trong một lò phản ứng neutron nhanh, các actinit nhỏ được tạo ra bằng cách thu nhận neutron của urani và plutoni có thể được sử dụng làm nhiên liệu. Nhiên liệu actinide kim loại thường là một hợp kim của zirconium, urani, plutonium. Nó có thể được thực hiện an toàn bằng với việc mở rộng nhiệt hợp kim của kim loại sẽ làm tăng rò rỉ neutron.

### Plutonium nóng chảy
Plutoni nóng chảy, hợp kim với các kim loại khác để hạ thấp điểm nóng chảy của nó và kết vỏ trong tantali, đã được thử nghiệm trong hai lò phản ứng  LAMPRE I và LAMPRE II tại LANL trong những năm 1960. LAMPRE đã trải qua ba lần thất bại khi phân tách nhiên liệu trong quá trình hoạt động.

##### Nhiên liệu TRIGA
TRIGA fuel là thuật ngữ được dùng trong TRIGA (sự đào tạo, nghiên cứu, đồng vị, tổng quát các nguyên tử) của các lò phản ứng. Sử dụng nhiên liệu UZrH, trong đó có sự thúc đẩy của hệ số nhiệt độ để nhiên liệu xảy ra theo chiều hướng tiêu cực, có nghĩa là khi nhiệt độ của lõi tăng thì sự phản ứng giảm vì vậy rất khó để cho năng lượng phóng xạ phát ra. Hầu hết các lõi sử dụng nhiên liệu này là các lõi rò rỉ cao, nơi các neutron bị rò rỉ dư thừa có thể sử dụng để nghiên cứu. Nhiên liệu TRIGA ban đầu được thiết kế để làm giàu uranium, tuy nhiên vào năm 1978 bộ năng lượng Hoa Kỳ triển khai giảm cường độ nghiên cứu cho các lò phản ứng, thúc đẩy phản ứng chuyển hóa sang làm giàu uranium thấp. Tổng cộng có 35 nhà máy được lắp đặt tại các địa điểm xuyên suốt Hoa Kỳ. Xa hơn nữa 35 lò phản ứng cũng đã được lắp đặt ở nhiều các quốc gia khác nhau.

## Nhiên liệu bằng gốm
Nhiên liệu bằng gốm thường có lợi thế so với nhiên liệu oxide về độ dẫn nhiệt cao và điểm nóng chảy, nhưng chúng dễ bị phình to so với nhiên liệu oxide và cũng không thể dễ dàng nắm bắt về nó.

### Uranium nitride
Đây là nguyên liệu thường được lựa chọn để thiết kế lò phản ứng mà NASA sản xuất, một lợi ích của UN là độ dẫn nhiệt hơn UO2 và UN có điểm nóng chảy cao. Nhiên liệu này sử dụng rất bất lợi trừ khi 15N được thay thế 14N, một lượng lớn 14C được tạo thành từ phản ứng của nitơ (n,p). Khí nitơ cần thiết cho nhiên liệu thì quá tốn kém dẫn đến nhiên liệu có thể được tái chế qua quá trình pyro để lượng 15N được phục hồi. Nếu nhiên liệu hòa tan với acid nitric thì nitơ được làm giàu với 15N pha loãng với 14N thông thường.

#### Uranium carbide
Phần lớn những gì được biết về Uranium carbide là ở dạng các nguyên tố nhiên liệu dạng pin cho các lò phản ứng kim loại lỏng trong quá trình nghiên cứu mãnh liệt trong những năm 1960 và 1970. Tuy nhiên, gần đây sự quan tâm về vấn đề hồi sinh uranium carbide ở nhiên liệu tấm và nhiều chú ý hơn là hạt nhiên liệu vi mô (ví dụ Triso).
Độ dẫn nhiệt và điểm nóng chảy cao khiến cho uranium carbide là một nguyên liệu hấp dẫn. Ngoài ra, bởi vì sự thiếu oxy trong nhiên liệu (trong quá trình chiếu xạ, áp suất khí dư thừa có thể hình thành O2 hoặc các khí khác) cũng như khả năng bổ sung lớp phủ gốm (giao diện gốm sứ) có sự lợi thế về cấu trúc và hóa học), Urani carbide có thể là ứng cử viên nhiên liệu lý tưởng cho một số lò phản ứng thế hệ thứ 4 cũng như lò phản ứng nhanh làm mát bằng khí.

## Nhiên liệu lỏng
Nhiên liệu lỏng là các chất lỏng có chứa nhiên liệu hạt nhân hòa tan và được chứng minh là có nhiều ưu điểm vận hành so với các phương pháp sử dụng nhiên liệu rắn truyền thống.
Các lò phản ứng nhiên liệu lỏng cung cấp các lợi thế an toàn đáng kể do chế độ tự điều chỉnh của lò phản ứng luôn ổn định. Điều này cung cấp hai lợi ích chính: hầu như loại bỏ các khả năng nhanh chóng xảy ra sự cố trong lò phản ứng, cung cấp khả năng tải tự động phù hợp với việc phát điện và các ứng dụng nhiệt của công nghiệp ở nhiệt độ cao.
Một ưu điểm lớn của lõi chất lỏng là khả năng thoát nước nhanh chóng an toàn vào bể chứa bị động. Lợi thế này đã được chứng minh một cách liên tục như là một phần của hoạt động chấm dứt hàng tuần của chương trình ORNL MSRE xuyên suốt trong 4 năm thành công.
Một ưu điểm nửa của lõi chất lỏng là khả năng giải phóng khí nexon thường hoạt động như một chất hấp thụ neutron và gây ra sự biến dạng cấu trúc của các nguyên tố nhiên liệu rắn dẫn đến thay thế sớm các thanh nhiên liệu rắn với hơn 98% nhiên liệu hạt nhân không bị cháy bao gồm các actinit lâu dài. Ngược lại các lò phản ứng muối nóng chảy (MSR) có khả năng giữ lại hỗn hợp nhiên liệu trong thời gian dài, không chỉ làm tăng hiệu suất nhiên liệu mà còn đốt cháy phần lớn chất thải như một phần hoạt động bình thường.

### Muối nóng chảy
Nhiên liệu muối nóng chảy có nhiên liệu hạt nhân hòa tan trực tiếp trong chất làm mát muối nóng chảy
Nhiên liệu muối nóng chảy được sử dụng trong LFTR được gọi là thí nghiệm phản ứng muối nóng chảy cũng như các thí nghiệm phản ứng lõi chất lỏng khác.Nhiên liệu lỏng của phản ứng muối nóng chảy là hỗn hợp của lithium, beryllium, thori và urani fluoride: LiF-BeF2-ThF4-UF4 (72-16-12-0.4 mol%). Nó có nhiệt độ hoạt động cao nhất ở 705 °C trong phòng thí nghiệm và có thể hoạt động ở nhiệt độ cao hơn nữa vì nhiệt độ sôi của muối nóng chảy cao hơn 1400 °C.

## Một số hình dạng vật lí của nhiên liệu hạt nhân
Bột Uranium dioxide (UO2) được nén lại thành viên hình trụ và đốt cháy ở nhiệt độ cao để sản xuất viên nhiên liệu bằng gốm với mật độ cao được xác định rõ tính chất vật lí và thành phần hóa học.
Một quá trình mài giũa để đạt được hình trụ hình học với dung sai hẹp. Những viên nhiên liệu này được xếp chồng lên nhau và đổ đầy vào các ống kim loại. Kim loại sử dụng cho các ống phụ thuộc vào thiết kế của lò phản ứng.
Thép không gỉ đã được dùng trong quá khứ, nhưng hầu hết các lò phản ứng hiện nay đều dùng hợp kim zirconi, ngoài việc có khả năng chống ăn mòn cao còn có khả năng hấp thụ neutron thấp. Các ống chứa viên nhiên liệu được chứng thực và các thanh nhiên liệu được nhóm lại thành các cụm để xây cốt lõi của lò phản ứng năng lượng.
Lớp bên ngoài của thanh nhiên liệu tồn tại giữa chất làm mát và nhiên liệu hạt nhân. Nó được làm bằng vật liệu chống ăn mòn với tiết diện hấp thụ thấp nhiệt của các notron thường là zircaloy hay thép trong các công trình hiện đại hoặc magie với một lượng nhỏ nhôm và các kim loại khác của lò phản ứng magnox đã lỗi thời. Lớp phủ ngăn chặn các lớp phân hạch phóng xạ thoát khỏi nhiên liệu rồi vào trong chất làm mát và bị hấp thụ.

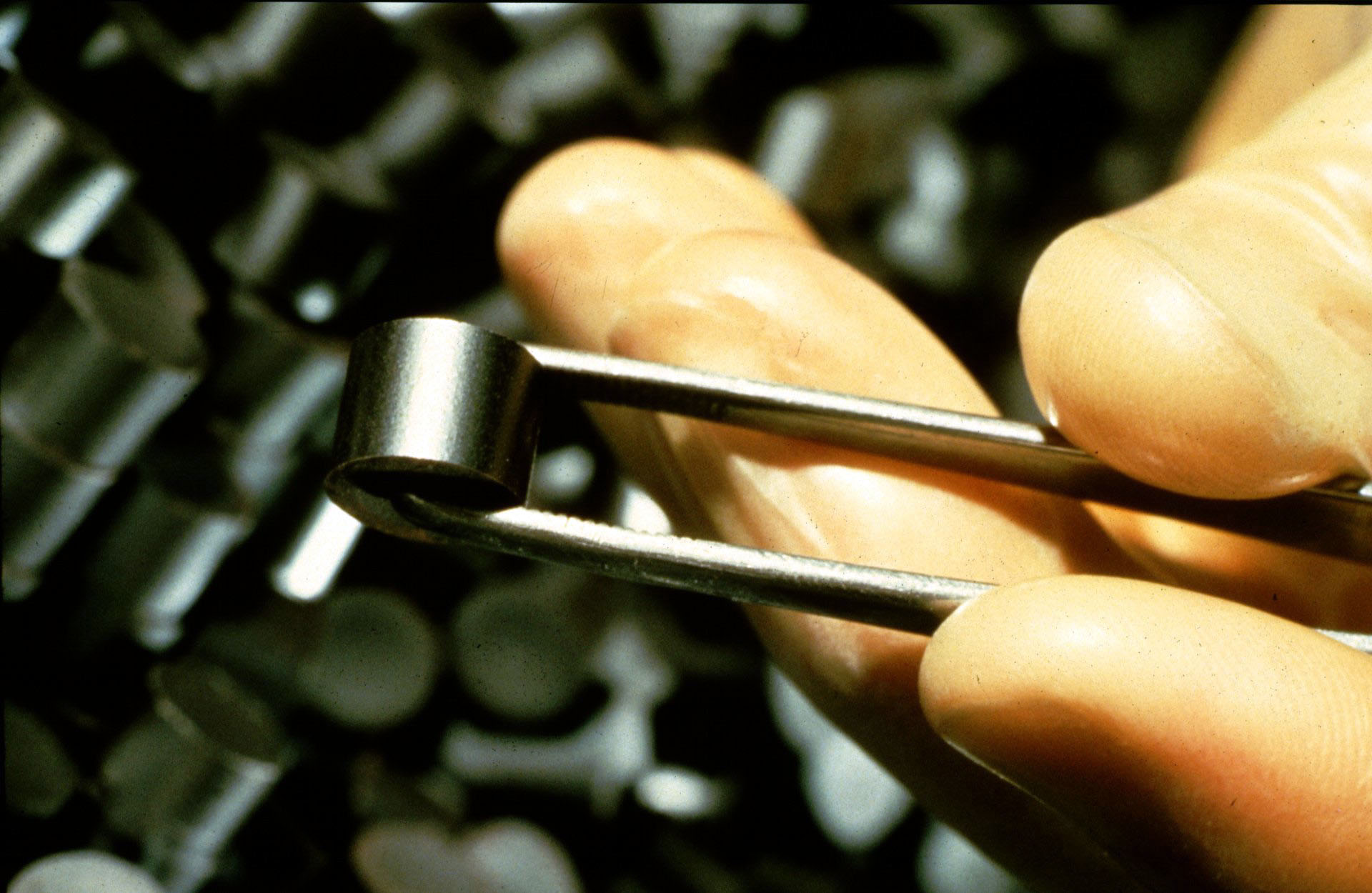
Ảnh Ủy ban điều tiết hạt nhân (NRC)

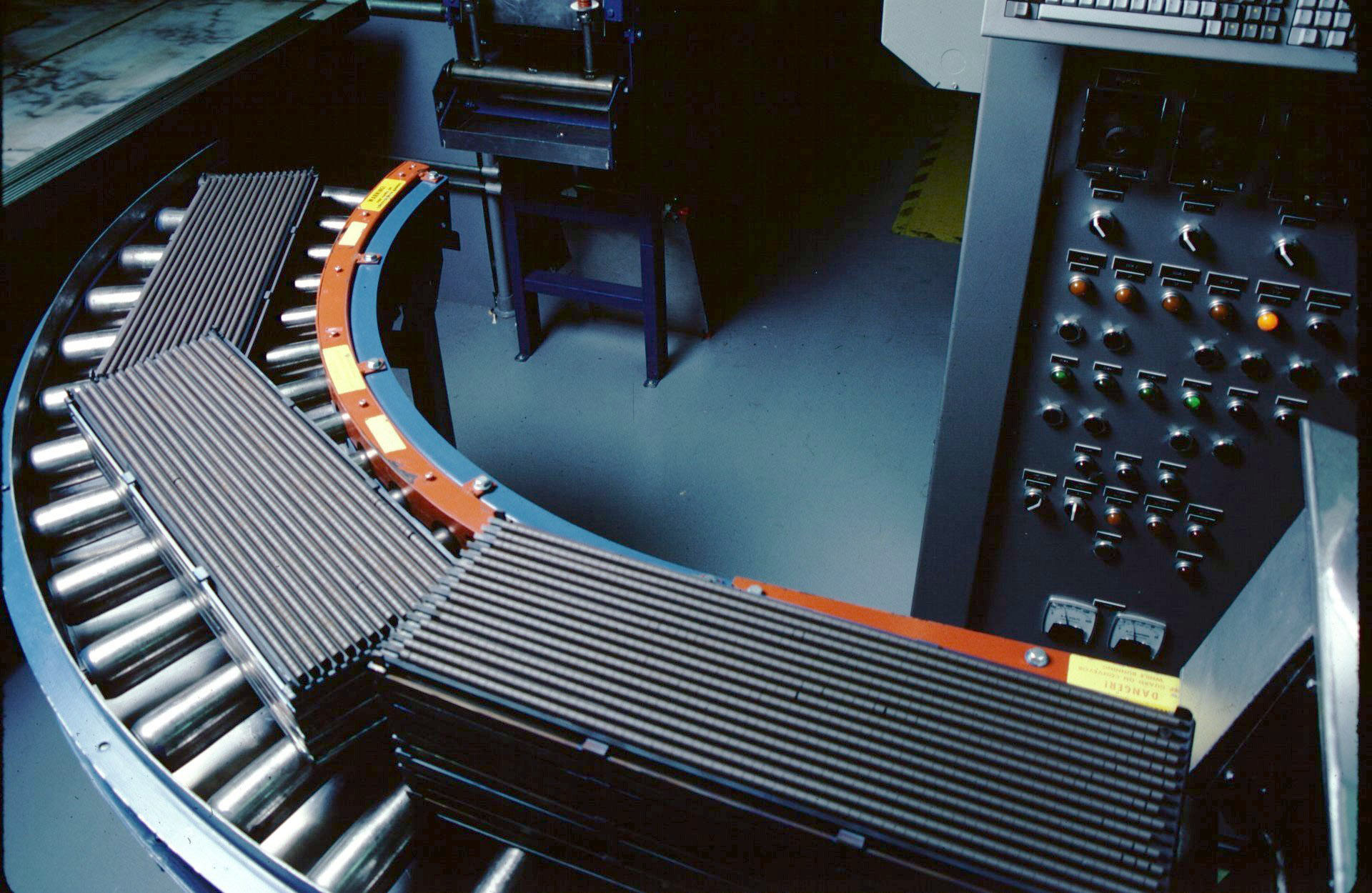
Viên nhiên liệu tươi đã sẵn sàng để lắp ráp

### Nhiên liệu PWR
Nhiên liệu lò phản ứng áp suất nước bao gồm các que hình trụ được đưa vào bó. Một viên gốm oxide urani tạo thành dạng viên và được đưa vào các ống hợp kim Zircaloy rồi gói lại với nhau.
Các ống Zircaloy có đường kính khoảng 1 cm và chứa đầy khí heli để cải thiện sự dẫn nhiệt từ nhiên liệu đến lớp phủ. Có khoảng 179-264 thanh nhiên liệu cho mỗi bó nhiên liệu và khoảng 129-193 được nạp vào lõi lò phản ứng.
Nói chung các gói nhiên liệu bao gồm các thanh nhiên liệu đi kèm 14 *14 đến 17 *17 và gói nhiên liệu PWR dài khoảng 4 mét. Trong các bó nhiên liệu PWR, các thanh điều khiển được trực tiếp đưa thẳng qua đỉnh bên trong bó nhiên liệu. Các bó nhiên liệu thường được làm giàu vài phần trăm trong 235U. Oxide urani được sấy khô trước khi đưa vào các ống để cố gắng loại bỏ độ ẩm trong nhiên liệu gốm có thể dẫn đến ăn mòn và làm mất hydro.
Các ống Zircaloy được điều áp với heli để cố gắng giảm thiểu sự tương tác giữa các hạt có thể dẫn đến thất bại của que nhiên liệu trong thời gian dài.

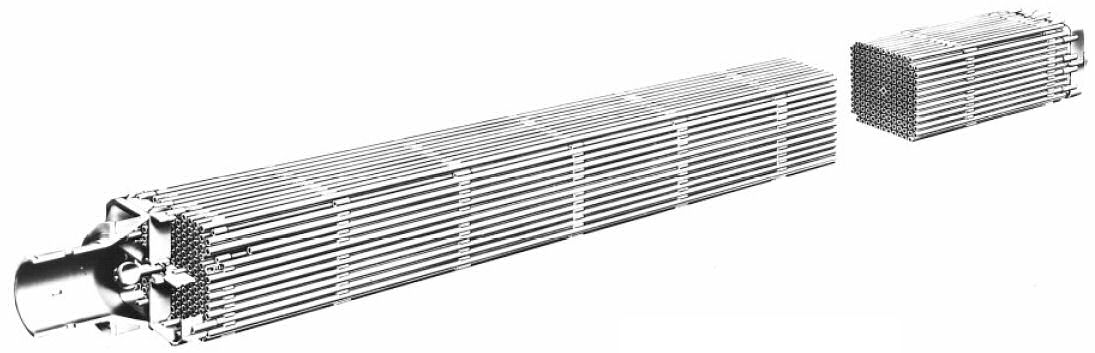
Nhiên liệu PWR

#### Nhiên liệu BWR
Trong phản ứng nước đun sôi, nhiên liệu giống như nhiên liệu PWR ngoại trừ các bó được đóng hộp còn có một ống mỏng xung quanh mỗi bó. Điều này chủ yếu được thực hiện để ngăn chặn các biến thể mật độ cục bộ ảnh hưởng đến neutronics và thủy nhiệt của lõi lò phản ứng. Trong các gói nhiên liệu BWR hiện đại có 91, 92 hoặc 96 thanh nhiên liệu mỗi cụm tùy thuộc vào nhà sản xuất. Khoảng 368 cụm nhỏ nhất cho đến 800 cụm lớn nhất ở Hoa Kỳ để hình thành lõi của lò phản ứng. Mỗi thanh nhiên liệu BWR được lấp đầy với helium với áp suất khoảng 3 atm (300 kPa).

### Nhiên liệu CANDU

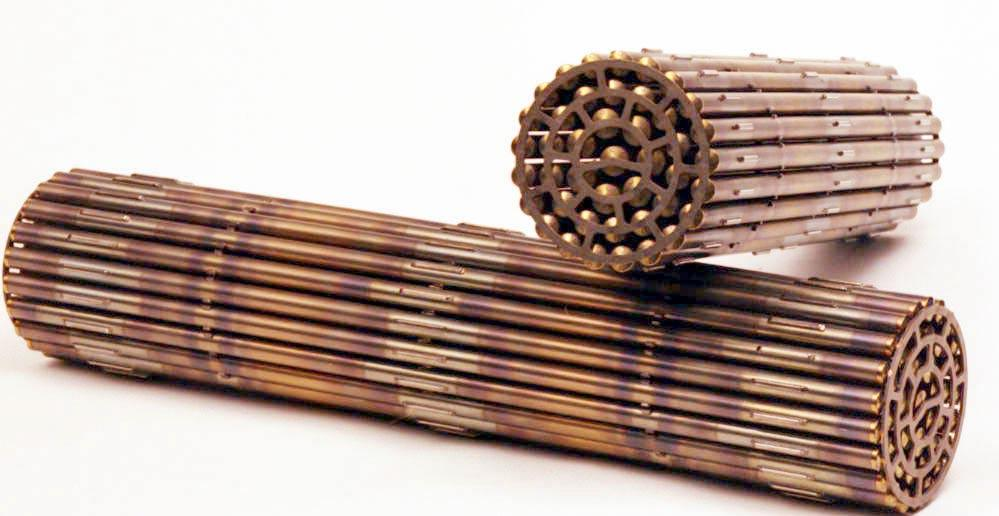
Bó nhiên liệu Candu

Các bó nhiên liệu Candu dài khoảng nửa mét và có đường kính 10 cm. Chúng bao gồm các hạt (UO2) được nung kết trong các ống hợp kim zirconi cũng như tiếp tục hàn gắn thành đoạn cuối của tấm phiến hợp kim zirconi. Mỗi bó nặng gần 20 kg, mỗi lõi điển hình chứa 4500-6500 bó theo thứ tự tùy thuộc vào bản thiết kế. Bó CANFLEX có 43 thành phần nhiên liệu với hai kích thước phần tử. Nó có đường kính khoảng 10 cm, dài 0,5 m và nặng khoảng 20 kg và được thay thế cho bó chuẩn 37 trục. Nó được thiết kế đặc biệt để tăng hiệu suất nhiên liệu bằng cách sử dụng hai đường kính pin khác nhau và các thiết kế hiện tại của CANDU không cần làm giàu urani để đạt được mức độ quan trọng (do điều tiết nước hiệu quả hơn), tuy nhiên, một số khái niệm mới hơn kêu gọi làm giàu urani ít hơn để giúp giảm kích thước của lò phản ứng.

## Hình thức nhiên liệu dưới dạng không phổ biến
Hình thức nhiên liệu hạt nhân khác nhau khác tìm thấy sử dụng trong các ứng dụng cụ thể, nhưng thiếu việc sử dụng rộng rãi trong BWR, PWR, và nhà máy điện CANDU. Nhiều người trong số các hình thức nhiên liệu chỉ được tìm thấy trong các lò phản ứng nghiên cứu, hoặc có các ứng dụng quân sự.

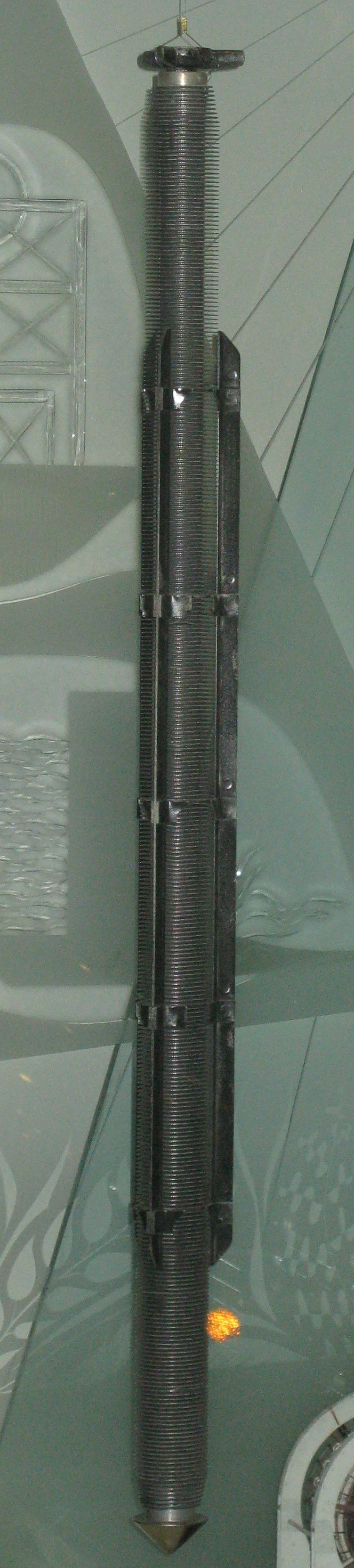
A magnox fuel rod

### Nhiên liệu Magnox
Lò phản ứng Magnox/Magnox được áp lực, làm mát bằng khí carbon dioxide, graphite sử dụng  uranium tự nhiên (loại không làm giàu) làm nhiên liệu và hợp kim Magnox như nhiên liệu chung. Áp suất làm việc khác nhau 6,9-19,35 bar cho các bình áp lực thép, và cả hai thiết kế bê tông cốt thép hoạt động ở 24,8 và 27 bar. Hợp kim Magnox bao gồm chủ yếu là magie với một lượng nhỏ aluminium và các kim loại được sử dụng trong nhiên liệu uranium bề mặt bằng kim loại unenriched với một tổ chức phi oxy hóa bao gồm để chứa các sản phẩm phân hạch. "Magnox" là viết tắt của ""Mag""nesium ""n""on-""ox"" phi oxy hóa. Tài liệu này có lợi thế là một chụp neutron thấp cắt ngang, nhưng có hai nhược điểm chính:
- Nó giới hạn nhiệt độ cao nhất, vì vậy nhiệt hiệu quả của nhà máy.
- Nó phản ứng với nước, ngăn ngừa thiếu nhiên liệu dưới nước được lưu trữ lâu dài.

Nhiên liệu Magnox kết hợp vây làm mát để cung cấp truyền nhiệt tối đa mặc dù nhiệt độ hoạt động thấp, làm cho nó tốn kém để sản xuất. Trong khi việc sử dụng các kim loại uranium chứ không phải là oxide đã tái chế đơn giản hơn và do đó rẻ hơn, sự cần thiết phải tái xử lý nhiên liệu trong một thời gian ngắn sau khi lấy ra khỏi lò phản ứng có nghĩa là sản phẩm phân hạch nguy hiểm là nghiêm trọng. Các cơ sở xử lý từ xa tốn kém đã được yêu cầu để giải quyết nguy cơ này.

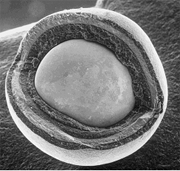
TRISO fuel particle which has been cracked, showing the multiple coating layers

### Nguyên liệu TRISO
Tristructural-đẳng hướng (TRISO) nhiên liệu là một loại hạt nhiên liệu vi mô. Nó bao gồm một hạt nhân nhiên liệu gồm UOX (đôi khi UC hoặc UCO) ở trung tâm, phủ một lớp bốn lớp của ba vật liệu đẳng hướng. Bốn lớp là một lớp xốp đệm làm bằng carbon, tiếp theo là một lớp bên trong dày đặc carbon pyrolytic (PYC), tiếp theo là một lớp gốm SiC để giữ lại sản phẩm phân hạch ở nhiệt độ cao và cung cấp cho các hạt TRISO toàn vẹn về cấu trúc hơn, tiếp bởi một lớp ngoài dày đặc của PYC. hạt nhiên liệu TRISO được thiết kế không để crack do sự căng thẳng từ các quá trình (như khác biệt mở rộng hoặc khí phân hạch áp nhiệt) ở nhiệt độ lên tới và xa hơn 1600 °C, và do đó có thể chứa nhiên liệu trong điều tồi tệ nhất của kịch bản tai nạn trong một đúng cách thiết kế lò phản ứng. Hai bản thiết kế lò phản ứng như vậy là lò phản ứng sỏi giường (PBR), trong đó hàng ngàn hạt nhiên liệu TRISO được phân tán thành sỏi graphite, và lò phản ứng khí làm mát bằng lăng trụ-block (chẳng hạn như GT-MHR), trong đó các hạt nhiên liệu TRISO được chế tạo thành máy ảnh compact và được đặt trong một ma trận khối graphite. Cả hai thiết kế lò phản ứng là lò phản ứng khí đốt ở nhiệt độ cao (HTGR). Đây cũng là thiết kế lò phản ứng cơ bản của các lò phản ứng ở nhiệt độ rất cao (VHTR), một trong sáu lớp học thiết kế lò phản ứng vào sáng kiến thế hệ IV rằng đang cố gắng đạt tới nhiệt độ ổ cắm HTGR thậm chí cao hơn.
Hạt nhiên liệu TRISO ban đầu được phát triển ở Vương quốc Anh như một phần của dự án lò phản ứng Dragon. Việc đưa các SiC là rào cản sự khuếch tán lần đầu tiên được đề xuất bởi DT Livey. Các lò phản ứng hạt nhân đầu tiên sử dụng nhiên liệu TRISO là lò phản ứng Dragon và các powerplant đầu tiên là THTR-300. Hiện nay, máy ảnh compact TRISO nhiên liệu đang được sử dụng trong các lò phản ứng thử nghiệm, các HTR-10 ở Trung Quốc, và kỹ thuật thử nghiệm nhiệt độ cao lò phản ứng tại Nhật Bản. Yếu tố nhiên liệu cầu sử dụng một hạt TRISO với một UO2 và UC dung dịch rắn hạt nhân đang được sử dụng trong Xe-100 tại Hoa Kỳ.

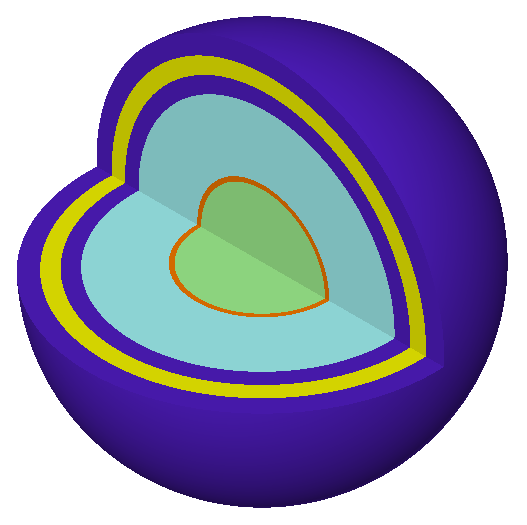
QUADRISO Particle

### Nhiên liệu QUADRISO
Trong thành phần QUADRISO hạt một neutron chất độc dễ cháy (europi oxide hoặc Erbi oxide hoặc carbide) lớp bao quanh hạt nhiên liệu bình thường TRISO hạt để quản lý tốt hơn sự vượt trội của phản ứng. Nếu lõi được trang bị cả với nhiên liệu TRISO và QUADRISO, tại thời điểm đầu tiên trong sự hình thành của các neutron không đạt được nhiên liệu của các hạt QUADRISO vì chúng đang dừng lại bởi những chất độc cháy. Trong thời gian chiếu xạ, chất độc làm suy yếu và nhiều neutron có thể dòng vào nhiên liệu hạt nhân QUADRISO hạt gây ra phản ứng phân hạch. Cơ chế này bù đắp cho sự suy giảm bình thường của vật liệu phân hạch trong nhiên liệu từ. Trong khái niệm tổng quát nhiên liệu QUADRISO chất độc cuối cùng có thể được trộn với nhiên liệu hạt nhân hoặc pyrocarbon bên ngoài. Khái niệm QUADRISO  đã được hình thành tại Phòng thí nghiệm quốc gia Argonne.

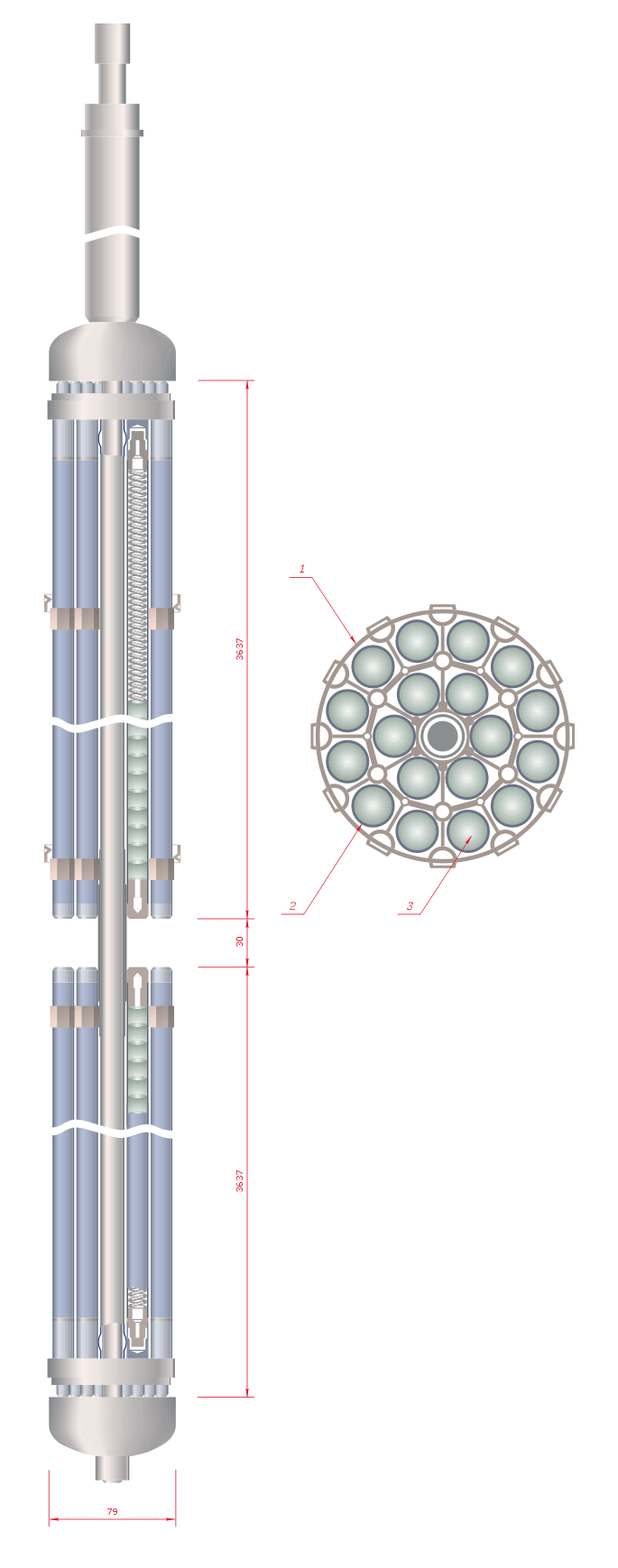
Giá đỡ thanh nhiên liệu lò phản ứng RBMK 1 – phần ứng điều khiển xa; 2 – vỏ thanh nhiên liệu; 3 – viên nhiên liệu.

### Nhiên liệu RBMK
Nhiên liệu lò RBMKđược xây dựng theo kiến trúc của Soviet. Đây là một nhiên liệu uranium oxide thấp. Các thành phần nhiên liệu trong một RBMK dài 3 m, và hai trong số đó gắn kết chặt chẽ với nhau trên mỗi kênh nhiên liệu, ống áp lực. uranium tái chế từ VVER Nga lò phản ứng dành nhiên liệu được sử dụng để chế tạo nhiên liệu RBMK. Sau khi tai nạn Chernobyl, mức nhiên liệu được thay đổi từ 2,0% xuống còn 2,4%, để bù đắp cho những thay đổi thanh điều khiển và sự ra đời của vật liệu hấp thụ bổ sung.

### Nhiên liệu CerMet
Nhiên liệu CerMet bao gồm các hạt nhiên liệu gốm (thường là urani oxide) nhúng vào trong một ma trận bằng kim loại. Nó được đưa ra giả thuyết  rằng loại nhiên liệu là những gì được sử dụng trong lò phản ứng của Hải quân Hoa Kỳ. Nhiên liệu này có đặc điểm vận chuyển của nhiệt độ cao và có thể chịu sự dãn nỡ lớn.

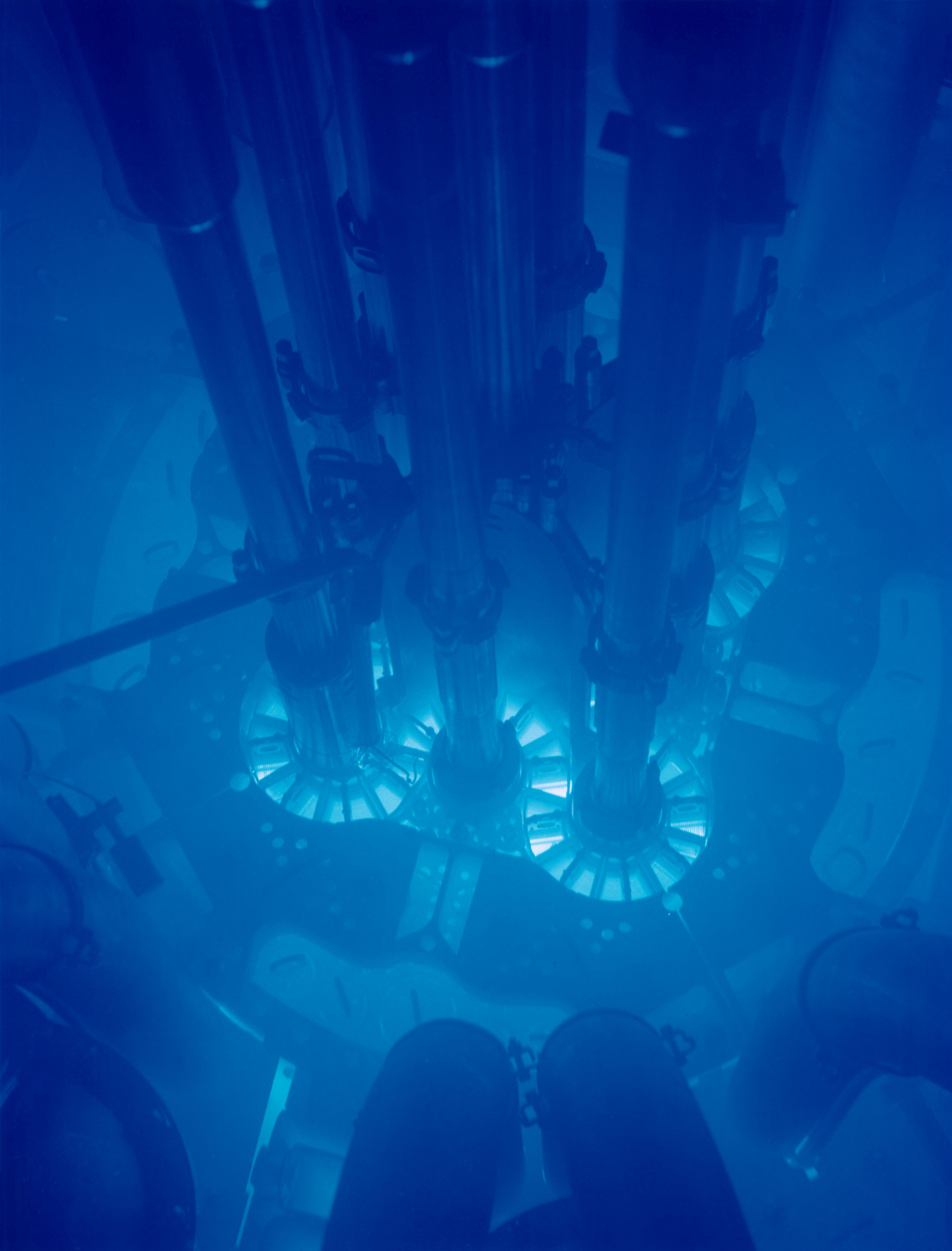
Lõi ATR Lò phản ứng thử nghiệm tiên tiến tại Phòng thí nghiệm quốc gia Idaho sử dụng nhiên liệu dạng tấm theo cách sắp xếp lá cỏ ba lá. Ánh sáng xanh xung quanh lõi được gọi là bức xạ Cherenkov.

### Nhiên liệu bằng tấm
Nhiên liệu bằng tấm đã rơi ra khỏi lợi trong những năm qua.Nhiên liệu bằng tấm thông thường gồm có kẹp giữa các tấm ốp kim loại urani được làm giàu. Tấm-loại nhiên liệu được sử dụng trong một số nghiên cứu lò phản ứng mà tuôn ra neutron cao là mong muốn, cho người sử dụng chẳng hạn như tài liệu chiếu xạ nghiên cứu hoặc sản xuất đồng vị, nếu không có nhiệt độ cao trong nhiên liệu gốm, hình trụ. Nó hiện đang được sử dụng Advanced Test Reactor (ATR) tại Idaho National Laboratory, và các lò phản ứng hạt nhân nghiên cứu tại University of Massachusetts Lowell Radiation Laboratory. 

### Nhiên liệu Sodium-bonded
Nhiên liệu Sodium-bonded bao gồm các nhiên liệu này có natri lỏng trong khoảng cách giữa các nhiên liệu sâm (hoặc hạt) và lớp phủ. Loại nhiên liệu này thường được sử dụng để làm lạnh bằng natri lỏng kim loại nhanh lò phản ứng. Nó đã được sử dụng trong EBR-I, EBR-II và FFTF. Sên nhiên liệu có thể bằng kim loại hoặc gốm sứ.Sodium bonding được sử dụng để làm giảm nhiệt độ của nhiên liệu.

## Việc sử dụng nhiên liệu hạt nhân
Việc sử dụng nhiên liệu hạt nhân là một hỗn hợp phức tạp của các sản phẩm phân hạch, uranium, plutonium, và các kim loại transplutonium. Trong nhiên liệu đã được sử dụng ở các nhiệt độ cao trong lò phản ứng năng lượng, nó là phổ biến cho các nhiên liệu là không đồng nhất; thường nhiên liệu sẽ chứa các hạt nano của các kim loại nhóm platin chẳng hạn như palladium. Còn các nhiên liệu cũng có thể đã nứt, sưng, và bị nước nóng gần điểm nóng chảy của nó. Mặc dù thực tế rằng nhiên liệu được sử dụng có thể được nứt, nó là rất không hòa tan trong nước, và có thể giữ lại phần lớn các nhóm actinides và các sản phẩm phân hạch trong lưới tinh thể của urani đioxide crystal lattice.

## Nhiên liệu oxide trong điều kiện xảy ra tai nạn
Chủ yếu theo 2 cách để tồn tại, các sản phẩm có thể bị bốc hơi hoặc nhiên liệu phân hạch của các hạt nhỏ có thể bị phân tán.

## Tính chất của nhiên liệu và phương pháp kiểm tra bằng chiếu xạ
Post-Irradiation Examination (PIE) là việc nghiên cứu các vật liệu hạt nhân được sử dụng như nhiên liệu hạt nhân.Việc này có nhiều mục đích. Được biết rằng bằng cách kiểm tra sử dụng nhiên liệu chế độ thất bại xảy ra trong quá trình sử dụng bình thường (và cách thức mà trong đó các nhiên liệu sẽ hành xử trong một vụ tai nạn) có thể được nghiên cứu. Ngoài ra thông tin công đó cho phép người sử dụng nhiên liệu để đảm bảo mình về chất lượng của nó, và nó cũng hỗ trợ trong sự phát triển của nhiên liệu mới. Sau khi tai nạn nghiêm trọng cốt lõi (hoặc những gì còn lại của nó) là bình thường tùy thuộc vào các chiếc bánh để tìm hiểu những gì đã xảy ra. Một trang web nơi PIE được thực hiện là ITU là trung tâm của EU cho việc nghiên cứu vật liệu phóng xạ cao.
Các vật liệu trong một môi trường bức xạ cao (chẳng hạn như một lò phản ứng) có thể trải qua các tính chất độc đáo như swelling  và leo-thermal. Nếu không có phản ứng hạt nhân trong các tài liệu (ví dụ như những gì sẽ xảy ra trong nhiên liệu), stoichiometry cũng sẽ thay đổi từ từ theo thời gian. Những hành vi có thể dẫn đến thuộc tính tài liệu mới, nứt và phân hạch khí phát hành.
Thermal conductivity of uranium dioxide độ dẫn nhiệt thấp; nó là bị ảnh hưởng bởi độ xốp và đốt cháy.Các sản phẩm phân hạch bị đốt cháy rồi tan sau đó hình thành dạng tinh thể (như đất hiếm lanthanides), sản phẩm phân hạch kết tủa như paladium, hình thành các sản phẩm phân hạch phân hạch bọt khí xenon, kryptonvà thiệt hại bức xạ của lưới.Hệ số dẫn nhiệt thấp có thể gây nóng, phần trung tâm của hạt được sử dụng trong quá trình. Kết quả độ xốp đến sự sụt giảm ở cả độ dẫn nhiệt của nhiên liệu và swelling xảy ra trong khi sử dụng.
Theo Trung tâm an toàn hạt nhân quốc tế  độ dẫn nhiệt của urani đioxide có thể dự đoán các điều kiện khác nhau bởi một loạt các phương trình.
Mật độ số lượng lớn của các nhiên liệu có thể được liên quan đến độ dẫn nhiệt
Với ρ là mật độ số lượng lớn nhiên liệu và ρtd  là mật độ lý thuyết của urani đioxide.
Độ dẫn nhiệt của giai đoạn xốp (Kf)sau đó là liên quan đến độ dẫn điện của giai đoạn hoàn hảo (Ko, có độ xốp) bởi phương trình sau đây. Lưu ý rằngs là một thuật ngữ cho các yếu tố hình dạng của các lỗ.
Kf = Ko(1 − p/1 + (s − 1)p)
Thay vì đo độ dẫn nhiệt bằng cách sử dụng các phương pháp truyền thống như Lees' disk, phương pháp Forbes hay của Searle’s bar, nó là phổ biến để sử dụng phân tích bằng Laser Flash nơi một đĩa nhỏ nhiên liệu được đặt trong một lò. Sau khi bị nung nóng đến nhiệt độ yêu cầu một bên của đĩa được thắp sáng bằng laser xung, thời gian cần thiết cho làn sóng nhiệt để chảy qua đĩa, mật độ của đĩa, và độ dày của đĩa có thể được dùng để tính toán và xác định việc nhiệt độ dẫn điện.
λ = ρCpα
Với:
- λ : độ dẫn nhiệt
- ρ :trọng lượng
- Cp :nhiệt dung
- α :sự dẫn nhiệt

Nếu t1/2 được định nghĩa là thời gian cần thiết để bề mặt không được chiếu sáng trải qua một nửa mức tăng nhiệt độ cuối cùng của nó thì:
α = 0.1388 L2/t1/2
- L: độ dày của đĩa

For details see  Lưu trữ ngày 10 tháng 7 năm 2007 tại Wayback Machine

## Nhiên liệu phân rã của đồng vị phóng xạ

### Pin đồng vị phóng xạ
Các thuật ngữ pin nguyên tử, pin hạt nhân và pin đồng vị phóng xạ được sử dụng thay thế cho nhau để mô tả một thiết bị trong đó sử dụng sự phân rã phóng xạ để tạo ra điện. Những hệ thống này sử dụng đồng vị phóng xạ đó tạo ra các hạt beta năng lượng thấp hoặc đôi khi các hạt alpha các nguồn năng lượng khác nhau. hạt beta năng lượng thấp là cần thiết để ngăn chặn việc sản xuất năng lượng cao thâm nhập bức xạ bức xạ bremsstrahlung mà sẽ yêu cầu che chắn nặng. Đồng vị phóng xạ như plutoni-238, Curi-242, Curi-244 và stronti-90 đã được sử dụng.Tritium,nickel-63,prometi-147, và technetium-99 đã được thử nghiệm.
Có hai loại chính của pin nguyên tử: nhiệt và phi nhiệt. Pin nguyên tử phi nhiệt, trong đó có nhiều kiểu dáng khác nhau, khai thác alpha và beta hạt tích điện. Những thiết kế này bao gồm các máy phát điện trực tiếp sạc, betavoltaics, pin hạt nhân optoelectric, và các máy phát điện đồng vị phóng xạ áp điện. Pin nguyên tử nhiệt Mặt khác, chuyển đổi nhiệt từ sự phân rã phóng xạ điện. Những thiết kế này bao gồm chuyển đổi thermionic, các tế bào thermophotovoltaic, kiềm kim loại nhiệt để chuyển đổi điện, và các thiết kế phổ biến nhất, các máy phát điện đồng vị phóng xạ nhiệt.

## Máy phát điện nhiệt đồng vị phóng xạ

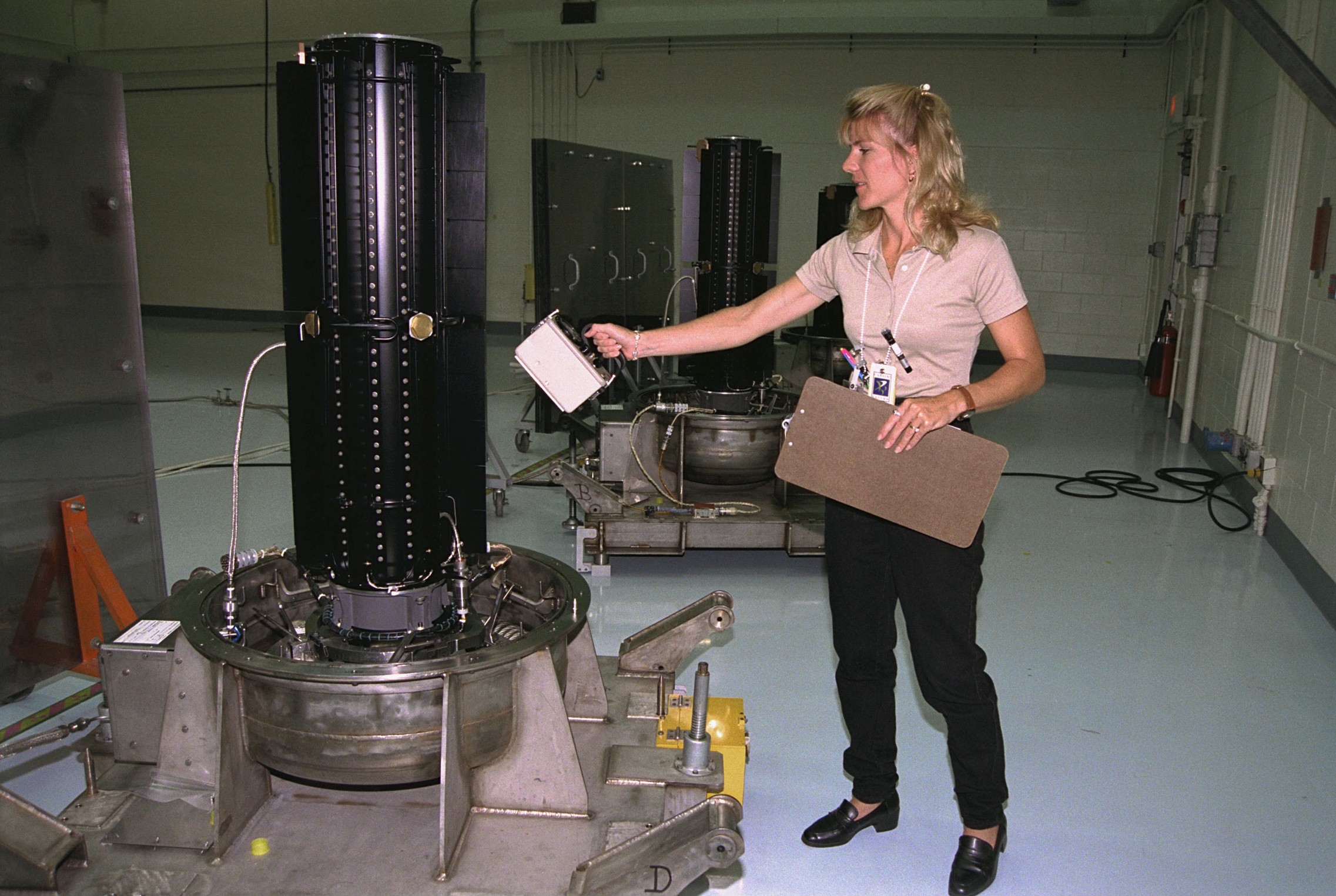
Inspection of Cassini spacecraft RTGs before launch

Máy phát điện nhiệt đồng vị phóng xạ  (RTG) là một máy phát điện đơn giản mà chuyển nhiệt năng thành điện năng từ một đồng vị phóng xạ bằng cách sử dụng một loạt các cặp nhiệt điện.

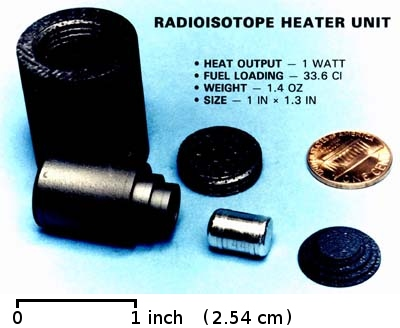
Photo of a disassembled RHU

238
Pu
 đã trở thành nhiên liệu được sử dụng rộng rãi nhất cho RTGs, trong hình thức của plutonium dioxide. Nó có chu kỳ bán rã 87,7 năm, mật độ năng lượng hợp lý và đặc biệt gamma và neutron phóng xạ mức độ thấp. Một số mặt đất RTGs Nga đã sử dụng 90
Sr
; đồng vị này có chu kỳ bán rã ngắn hơn và mật độ năng lượng thấp hơn nhiều, nhưng rẻ hơn. Đầu RTGs, lần đầu tiên được xây dựng năm 1958 bởi Ủy ban năng lượng nguyên tử Hoa Kỳ, có sử dụng 210
Po
. Cung cấp nhiên liệu này phi thường lớn mật độ năng lượng, (140 watts nhiệt tạo ra một gam duy nhất của polonium-210) nhưng có hạn chế sử dụng vì chu kỳ bán rã rất ngắn và sản xuất gamma, và đã được rút khỏi sử dụng cho các ứng dụng này.

### Radioisotope heater units (RHU)
Radioisotope heater units thường cung cấp khoảng 1 watt của mỗi nhiệt, xuất phát từ sự phân rã của một vài grams plutonium-238. Nhiệt này được đưa ra liên tục trong nhiều thập kỷ. 
Chức năng của nó là cung cấp nhiệt cục bộ cao các thiết bị cảm biến (như thiết bị điện tử trong ngoài không gian). Các tàu thăm dò Cassini-Huygensđến Sao Thổ chứa 82 của các đơn vị này (ngoài 3 chính RTG của mình để phát điện). Các thăm dò Huygens để Titan chứa 35 thiết bị.

## Nhiên liệu nhiệt hạch
Nhiên liệu nhiệt hạch gồm deuterium  (2H) và tritium  (3H) cũng như helium-3 (3He). Nhiều yếu tố khác có thể được hợp nhất với nhau, nhưng lớn hơn điện tích của hạt nhân của họ có nghĩa là nhiệt độ cao hơn nhiều là bắt buộc. Chỉ là sự hợp nhất của các yếu tố nhẹ nhất xem xét nghiêm túc như là một nguồn năng lượng trong tương lai. Fusion của nguyên tử nhẹ nhất, 1H hydrogen, như được thực hiện trong mặt trời và các ngôi sao, đã cũng không được coi là thực tế trên trái đất. Mặc dù mật độ năng lượng của phản ứng tổng hợp nhiên liệu là cao hơn so với nhiên liệu phân hạch, và phản ứng tổng hợp bền vững cho một vài phút đã đạt được, sử dụng nhiên liệu tổng hợp như một nguồn năng lượng net vẫn chỉ là một khả năng lý thuyết..

### Nhiên liệu nhiệt hạch thế hệ đầu tiên
Deuterium và tritium đều được coi là thế hệ đầu tiên, nhiên liệu nhiệt hạch; chúng rất dễ phản ứng tổng hợp hạt nhân nguyên tử, bởi vì nó là tất cả các điện tích nguyên tố là tối thiểu.Ba phản ứng hạt nhân phổ biến nhất có thể dùng để tạo ra năng lượng:
2H + 3H → n (14.07 MeV) + 4He (3.52 MeV)
2H + 2H → n (2.45 MeV) + 3He (0.82 MeV)
2H + 2H → p (3.02 MeV) + 3H (1.01 MeV)

### Nhiên liệu nhiệt hạch thế hệ thứ hai
Nhiên liệu thế hệ thứ hai yêu cầu nhiệt độ cao hơn sự giam hãm hoặc thời gian giam giữ lâu hơn so với những yêu cầu nhiên liệu nhiệt hạch thế hệ đầu tiên, nhưng tạo ra ít hơn neutron. Neutron là một sản phẩm phụ không mong muốn của phản ứng tổng hợp trong một bối cảnh thế hệ năng lượng, bởi vì chúng được hấp thụ bởi các bức tường của một buồng nhiệt hạch, làm cho chúng phóng xạ. Họ không thể được giới hạn bởi từ trường, bởi vì chúng không bị tích điện. Nhóm này bao gồm đơteri và heli-3. Các sản phẩm là mọi tính hạt, nhưng có thể có phản ứng phụ quan trọng dẫn đến việc sản xuất của các neutron.
2H + 3He → p (14.68 MeV) + 4He (3.67 MeV)

### Nhiên liệu nhiệt hạch thế hệ thứ ba
Nhiên liệu phân hạch thế hệ thứ ba chỉ sản xuất hạt mang điện trong các phản ứng ban đầu, và phản ứng phụ là tương đối không quan trọng. Kể từ khi một số lượng rất nhỏ của neutron được sản xuất, sẽ được ít gây ra phóng xạ trong các bức tường của buồng nhiệt hạch. Điều này thường được coi là mục tiêu cuối cùng của nghiên cứu nhiệt hạch.3He có phản ứng Maxwell cao nhất của bất kỳ nhiên liệu nhiệt hạch thế hệ thứ 3. Tuy nhiên, không có nguồn tự nhiên quan trọng của chất này trên Trái Đất.
3He + 3He → 2p + 4He (12.86 MeV)
Một phản ứng phân hạch aneutronic tiềm năng là phản ứng proton-boron:
p + 11B → 34He (8.7 MeV)
Theo giả định hợp lý, bên phản ứng sẽ cho kết quả trong khoảng 0,1% năng lượng phân hạch được thực hiện bởi neutron. Với 123 keV, nhiệt độ tối ưu cho phản ứng này là gần 10 lần cao hơn cho các phản ứng thuần túy hiđrô, giam giữ năng lượng phải 500 lần tốt hơn so với cần thiết cho phản ứng D-T, và mật độ năng lượng sẽ 2500 thấp hơn lần cho D-T. 

### PWR fuel
- NEI fuel schematic
- Picture of a PWR fuel assembly
- Picture showing handling of a PWR bundle
- Mitsubishi nuclear fuel Co.

### BWR fuel
- Picture of a "canned" BWR assembly
- Physical description of LWR fuel Lưu trữ ngày 4 tháng 11 năm 2005 tại Wayback Machine
- Links to BWR photos from the nuclear tourist webpage

### CANDU fuel
- CANDU Fuel pictures and FAQ Lưu trữ ngày 15 tháng 3 năm 2006 tại Wayback Machine
- Basics on CANDU design
- The Evolution of CANDU Fuel Cycles and their Potential Contribution to World Peace
- CANDU Fuel-Management Course
- CANDU Fuel and Reactor Specifics (Nuclear Tourist)
- Candu Fuel Rods and Bundles

### TRISO fuel
- TRISO fuel descripción Lưu trữ ngày 13 tháng 6 năm 2006 tại Wayback Machine
- Non-Destructive Examination of SiC Nuclear Fuel Shell using X-Ray Fluorescence Microtomography Technique
- GT-MHR fuel compact process Lưu trữ ngày 6 tháng 3 năm 2006 tại Wayback Machine
- Description of TRISO fuel for "pebbles" Lưu trữ ngày 12 tháng 11 năm 2005 tại Wayback Machine
- LANL webpage showing various stages of TRISO fuel production
- Method to calculate the temperature profile in TRISO fuel Lưu trữ ngày 15 tháng 4 năm 2016 tại Wayback Machine

### QUADRISO fuel
- Conceptual Design of QUADRISO Fuel

### CERMET fuel
- A Review of Fifty Years of Space Nuclear Fuel Development Programs
- Thoria-based Cermet Nuclear Fuel: Sintered Microsphere Fabrication by Spray Drying Lưu trữ ngày 28 tháng 5 năm 2006 tại Wayback Machine
- The Use of Molybdenum-Based Ceramic-Metal (CerMet) Fuel for the Actinide Management in LWRs

### Plate type fuel
- List of reactors at INL and picture of ATR core Lưu trữ ngày 3 tháng 7 năm 2008 tại Wayback Machine
- ATR plate fuel Lưu trữ ngày 8 tháng 11 năm 2005 tại Wayback Machine

### TRIGA fuel
- General Atomics TRIGA fuel website
- Advanced fusion fuels presentation Lưu trữ ngày 15 tháng 4 năm 2016 tại Wayback Machine